# Distretto di Šac'k
Il distretto di Šac'k (in ucraino Шацький район?, Šac'kyj rajon) era un distretto dell'Ucraina, situato nell'oblast' di Volinia. Il suo capoluogo era Šac'k. È stato soppresso in seguito alla riforma amministrativa del 2020. Qui si trova il lago Svitjaz', il più profondo dell'Ucraina.